# Adolphe Le Gualès de Mézaubran
Le comte Adolphe Le Gualès de Mézaubran, né le 15 janvier 1886 au château de Lucinière et mort le 10 février 1944 au château de Lucinière, est un propriétaire et éleveur de chevaux, résistant et homme politique français, reconnu avec son épouse Juste parmi les nations.

## Biographie
D'une vieille famille bretonne, Adolphe Alain Marie Joseph Henri Le Gualès de Mézaubran est le fils du comte Adolphe Le Gualès de Mézaubran (1858-1921), maire de Boulogne puis de Joué-sur-Erdre, conseiller général de la Loire-Inférieure, fondateur et président de la Société des courses de Nort-sur-Erdre, et de la comtesse, née Marie-Thérèse de Cornulier (qui avait eu pour parrain et marraine le « comte » et la « comtesse de Chambord »). 
Cousin de Georges de Villebois-Mareuil et de Charles Le Gualès de la Villeneuve, il est le grand-oncle du ministre Philippe et du général Pierre de Villiers.
Il épouse, le 1er octobre 1912, à Paimpont, Gilberte Levesque (1892-1970), arrière petite-fille du maire de Nantes Louis-Hyacinthe Levesque et cousine germaine d'Eugène Guillet de la Brosse.
Lors de la Première Guerre mondiale, il s'engage dans l'armée, ce qui lui vaut d'être décoré de la croix de la Légion d'honneur, de la croix de guerre 1914-1918 et de la médaille de la Bravoure de Serbie.
Installée au château de Lucinière, dont il avait hérité, la famille tient une place importante dans le monde hippique.
En 1921, Adolphe succède à son père en tant que maire de Joué-sur-Erdre, commune où se situe son château de Lucinière, ainsi qu'au siège de conseiller général de Loire-Inférieure pour le canton de Riaillé. Président de la commission d'agriculture à l'assemblée départementale, il assure les fonctions de premier magistrat jusqu'à sa mort et celles de conseiller général jusqu'en 1940. Son fils Yves lui succèdera par la suite dans ces deux mandats. Adolphe Le Gualès devient président du Syndicat d'électrification.
Propriétaire d'une écurie de chevaux de courses, au haras de Lucinière, il s'implique dans le monde hippique, devient président de l'Association des propriétaires des chevaux de courses au galop de l'Ouest, dont il est le premier président et l'un des fondateurs, et de la Société des courses de Nort-sur-Erdre. Il la préside jusqu'à sa mort, son fils Yves prenant alors la suite.
Lors de la défaite en 1940, des parisiens, dont les Cheffro, une famille juive, trouvèrent refuge chez eux.
M. Cheffro, rentré à Paris, est arrêté lors de la rafle dite du billet vert et est déporté en juillet 1942.
À la suite de la rafle du Vel d'Hiv, sollicités par Mme Cheffro, les Le Gualès accueillirent dans leur propriété les deux enfants aînés des Cheffro, âgés de douze et neuf ans, qui y resteront jusqu'à la Libération.
Profitant de ses fonctions de maire, le comte Le Gualès leur fourni de faux-papiers.
Par la suite, les Le Gualès mettent à disposition la maison du garde forestier (L'Échetout, aux Les Touches), en pourvoyant à leurs besoins. Mme Cheffro, qui était recherchée, son bébé âgé de deux ans, ses cousins Pokoïk, ainsi que d'autres proches et amis y trouveront refuge.
Ils confièrent deux des enfants à une habitante du village, tout en assurant eux-mêmes les frais nécessaires, en lui demandant de ne pas les questionner à ce sujet.
Dénoncé par un conseiller municipal, l'enfant est arrêté par les miliciens. Le comte Le Gualès parvient néanmoins à récupérer et ramener l'enfant.
Le comte Adolphe et la comtesse Gilberte Le Gualès de Mézaubran reçoivent, à titre posthume, le titre de Juste parmi les nations par l'institut Yad Vashem, le 10 octobre 1999, pour avoir permis de sauver dix réfugiés juifs, dont plusieurs enfants.

## Décorations
- Chevalier de la Légion d'honneur
- Croix de guerre 1914–1918
- Médaille de la Bravoure de Serbie
- Médaille des Justes de Yad Vashem (Juste parmi les nations)